# Livet-en-Saosnois
Livet-en-Saosnois – miejscowość i gmina we Francji, w regionie Kraj Loary, w departamencie Sarthe.
Według danych na rok 1990 gminę zamieszkiwały 63 osoby, a gęstość zaludnienia wynosiła 39 osób/km² (wśród 1504 gmin Kraju Loary Livet-en-Saosnois plasuje się na 1126. miejscu pod względem liczby ludności, natomiast pod względem powierzchni na miejscu 1221.).